# Kostel svatého Mikuláše (Staré Město)
Kostel svatého Mikuláše se nachází v Praze na Staroměstském náměstí. Současný chrám je barokní novostavbou z let 1732–1737, realizovanou podle návrhu architekta a stavitele Kiliána Ignáce Dientzenhofera.

## Historie
Dnešní kostel byl postaven na místě vyhořelého gotického farního kostela, který je zmiňován k roku 1273. Byla to bazilika v západním průčelí uzavřená hranolovou věží krytou jehlancovou stříškou, k níž přiléhala budova fary a farní školy, jak je vidět na dobových vyobrazeních z let 1606–1645. Kostel sv. Mikuláše tvořil protiváhu kostelu Matky Boží před Týnem stojícímu diagonálně přes Staroměstské náměstí. Z původní stavby se dochovalo jen několik stavebních prvků zabudovaných v dnešním sklepení. Za panování krále Václava IV. se kostel stal jedním z husitských center ideologů náboženské reformace, kázali zde Jan Milíč z Kroměříže a Matěj z Janova. Během 30. let se opět přiklonil ke katolické tradici.
Roku 1635 získali gotickou baziliku čeští benediktini z Emauzského kláštera (Na Slovanech), kteří byli donuceni svůj dosavadní klášter uvolnit pro novou komunitu, pozvanou císařem z katalánského Montserratu. Jejich první přestavba proběhla v letech 1650–1660 pod vedením opata Matouše Ferdinanda Sobka z Bílenberka. Ke kostelu přistavěli nejprve kvadraturu kláštera. Na počátku 18. století využili benediktini služeb mladého Františka Maxmiliána Kaňky, který pro ně navrhl prelaturu a refektář. Stavbu realizoval Františkův otec, pražský stavitel Vít Václav Kaňka. Mezi lety 1730 a 1739 byla gotická stavba stržena, ponechána jen krypta a podle návrhu Kiliána Ignáce Dientzenhofera postavena barokní centrální stavba s kupolí v křížení a prodlouženým závěrem. Při západní straně kostela byla vystavěna budova prelatury.
V roce 1787 za panování císaře Josefa II. byl kostel odsvěcen a klášter zrušen. Většina vybavení (oltáře, obrazy a sochy) byla rozprodána,  včetně zrekvírovsných zvonů. Podle pověsti byl jeden zvon věnován obci Dolany (okres Plzeň-sever). Socha polopostavy sv. Jana Nepomuckého byla přenesena na most do Přeštic, odkud se zřítila v osmdesátých letech 20. století do řeky. Byla rekonstruována a přenesena do Lapidária Národního muzea. Když byly při asanaci staré Prahy před kostelem zbořena barokní prelatura čp. 24 a směrem do náměstí také Krennův dům, odkryl se pohled na boční fasádu kostela. Architekt Rudolf Kříženecký roku 1904 upravil jižní průčelí quasibarokním portálem.  
Obrazy Jana Kryštofa Lišky Sv. Mikuláš žehná lodím (hlavní oltář), Sv. Václav a Sv. Benedikt (boční oltáře), obrazy Jana Bedřicha Hesse Sv. Tomáš a Panna Marie Bolestná i obraz Matěje Zimprechta Poslední soud byly rozdány či rozprodány. V roce 1791 objekt koupila pražská obec a užívala ho jako skladiště. V době napoleonských válek zde bylo uloženo obilí. Roku 1865 byl kostel vyklizen a připraven k užívání jako koncertní sál. Na žádost ruského hraběte Petra Arkadijeviče Goleniščeva-Kutuzova byl chrám roku 1871 pronajat k bohoslužebným účelům a sloužil ruské pravoslavné církvi. Asamovy fresky byly zabíleny.
Pravoslavná církev
Jelikož pravoslavná církev v českých zemích neměla vlastní svatostánek, sloužil kostel v letech 1870–1914 českým, ale především ruským pravoslavným věřícím. Pravoslavným duchovním správcem, a zároveň prvním knězem novodobé pravoslavné církve v českých zemích se stal Nikolaj Nikolajevič Ryžkov. Později byl správcem v Praze působící představený Ruské pravoslavné církve pro západní Evropu, metropolita Jevlogij, jenž učinil vikářem a představeným chrámu pověřeným duchovní správou, nově přišedšího biskupa Sergije a později též jeho pomocníka archimandritu Isaakije.
Poté, co pravoslavná církev získala do užívání své nové kostely Cyrila a Metoděje v Resslově ulici a také chrám Zesnutí přesvaté Bohorodice na Olšanských hřbitovech, byl staroměstský kostel dočasně využíván jako posádkový kostel či skladiště. Prelatura (stavitel Kilián Ignác Dientzenhofer) a klášterní budovy byly zbořeny při asanaci staré Prahy do roku 1908.
Církev československá husitská
Dne 11. ledna roku 1920 byla v kostele vyhlášena nová Církev československá husitská, jejímž prvním biskupem se stal dr. Karel Farský. Tuto událost připomíná pamětní deska v interiéru chrámu. Církev v kostele působí dodnes.

## Interiér chrámu
Torzo barokního hlavního oltáře tvoří mramorové sloupy z roku 1737, jež roku 1917 doplnil svatostánek v novobarokním slohu a oltářní obraz sv. Mikuláše z Myry, dílo malíře Karla Špillara. Nástropní fresky Kosmy Damiána Asama z let 1735–1736 zobrazují životy světců sv. Mikuláše, sv. Benedikta a motivy ze Starého zákona. Štukovou výzdobu kostela provedl Bernardo Spinetti, sochařskou výzdobu vstupního průčelí a interiéru obstaral Antonín Braun.
Hlavní panikadilo (chrámový lustr) tvaru carské koruny se zavěšeným čtyřstranným křišťálovým křížem věnoval roku 1880 místní pravoslavné církvi ruský car Mikuláš II. Lustr o hmotnosti 1400 kg pochází z harrachovských skláren.
Kazatelnu z 1. poloviny 18. století daroval kostelu sv. Mikuláše hrabě Lamberg v roce 1916. Původně byla v Kostele Nanebevzetí Panny Marie v Nezamyslicích.

## Galerie

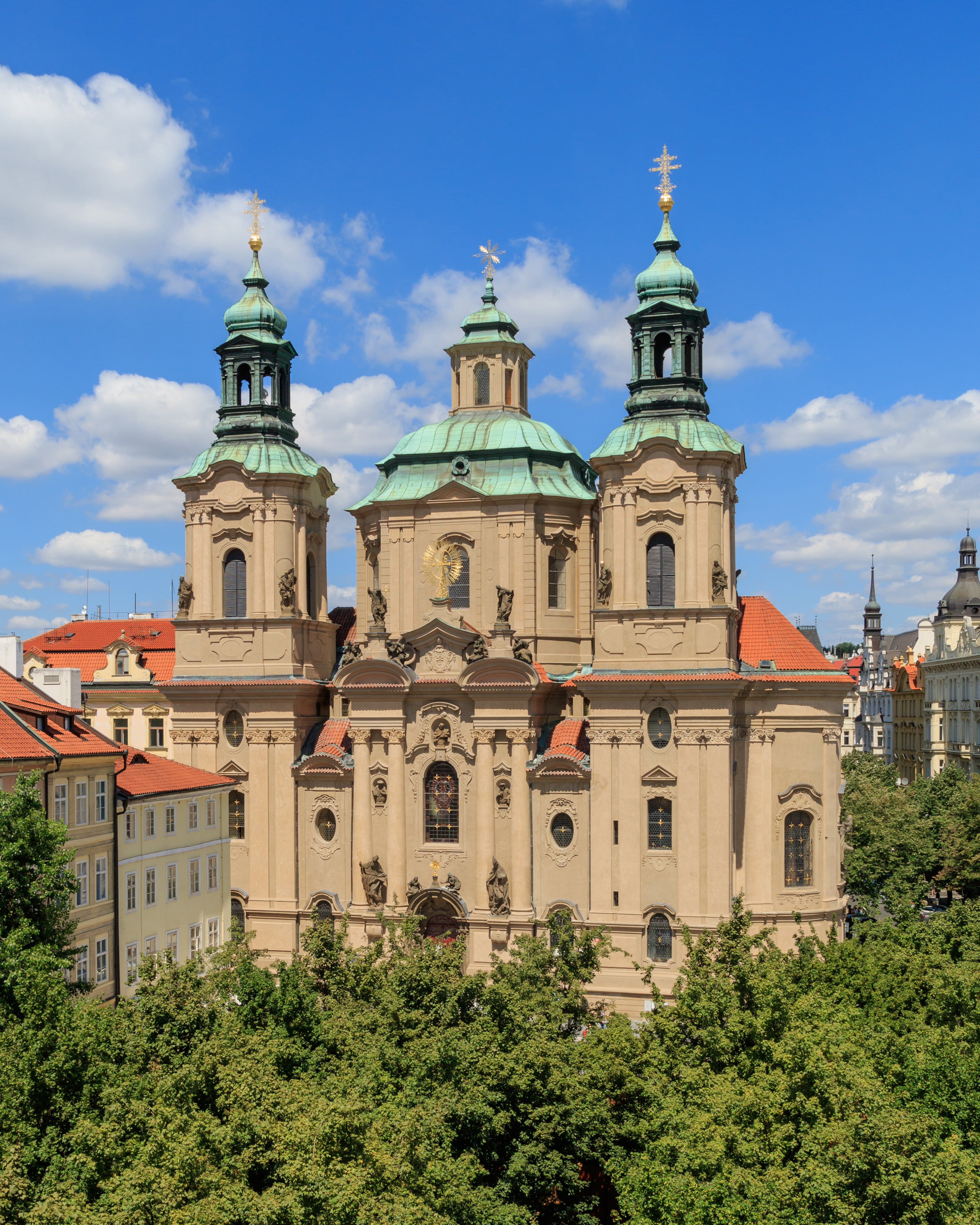
Pohled na kostel ze Staroměstské radnice
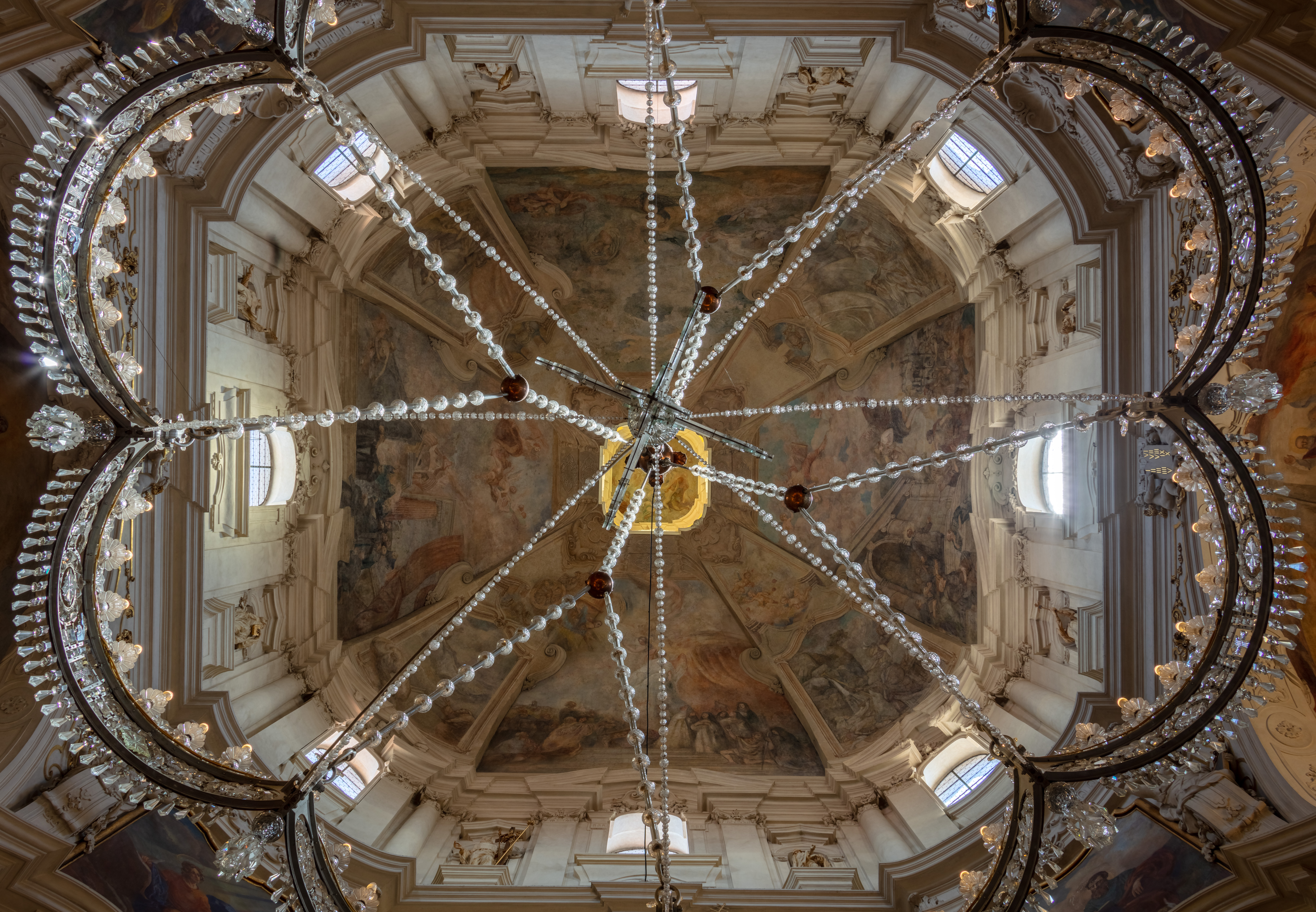
Klenba kupole chrámu
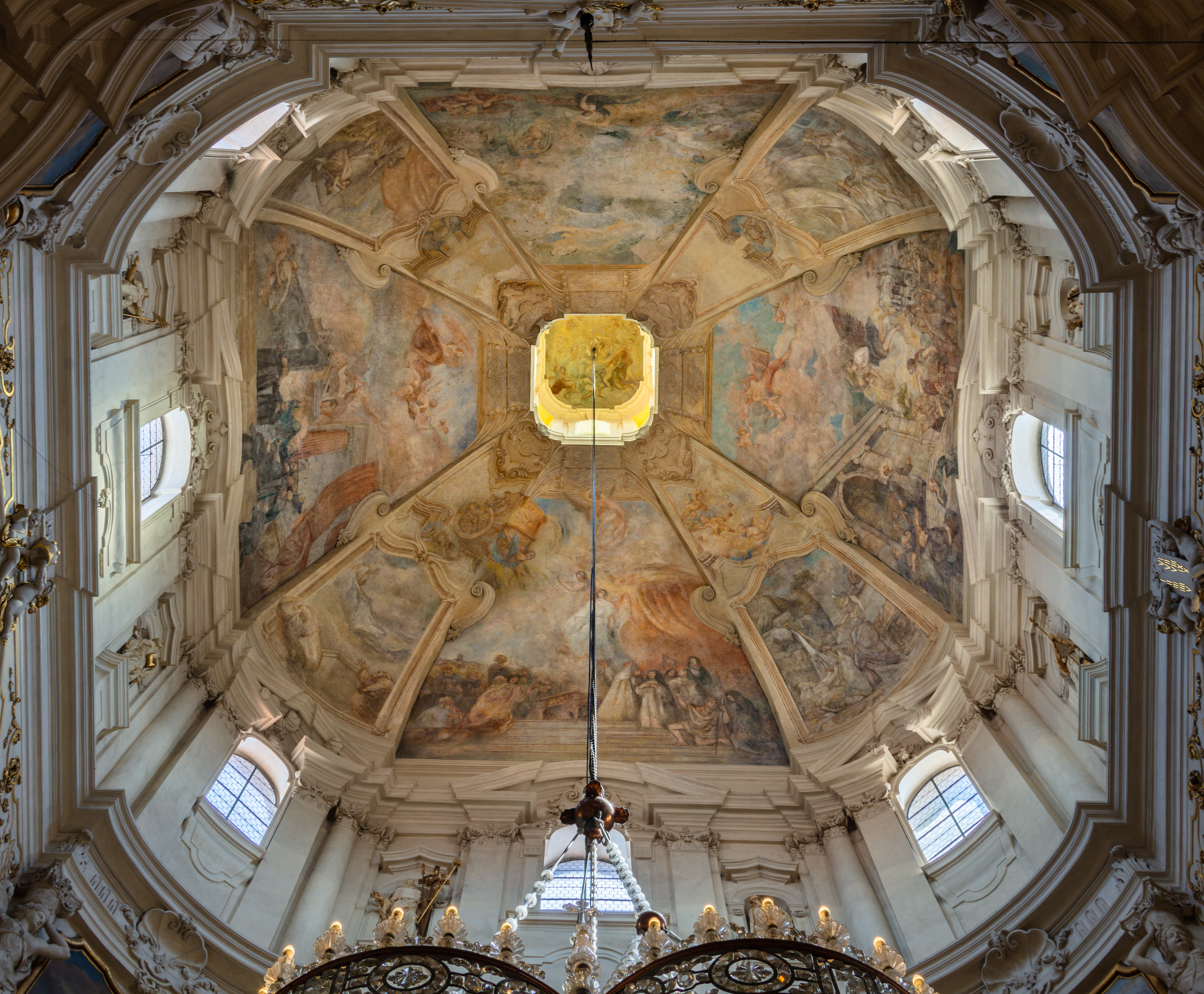
Fresky
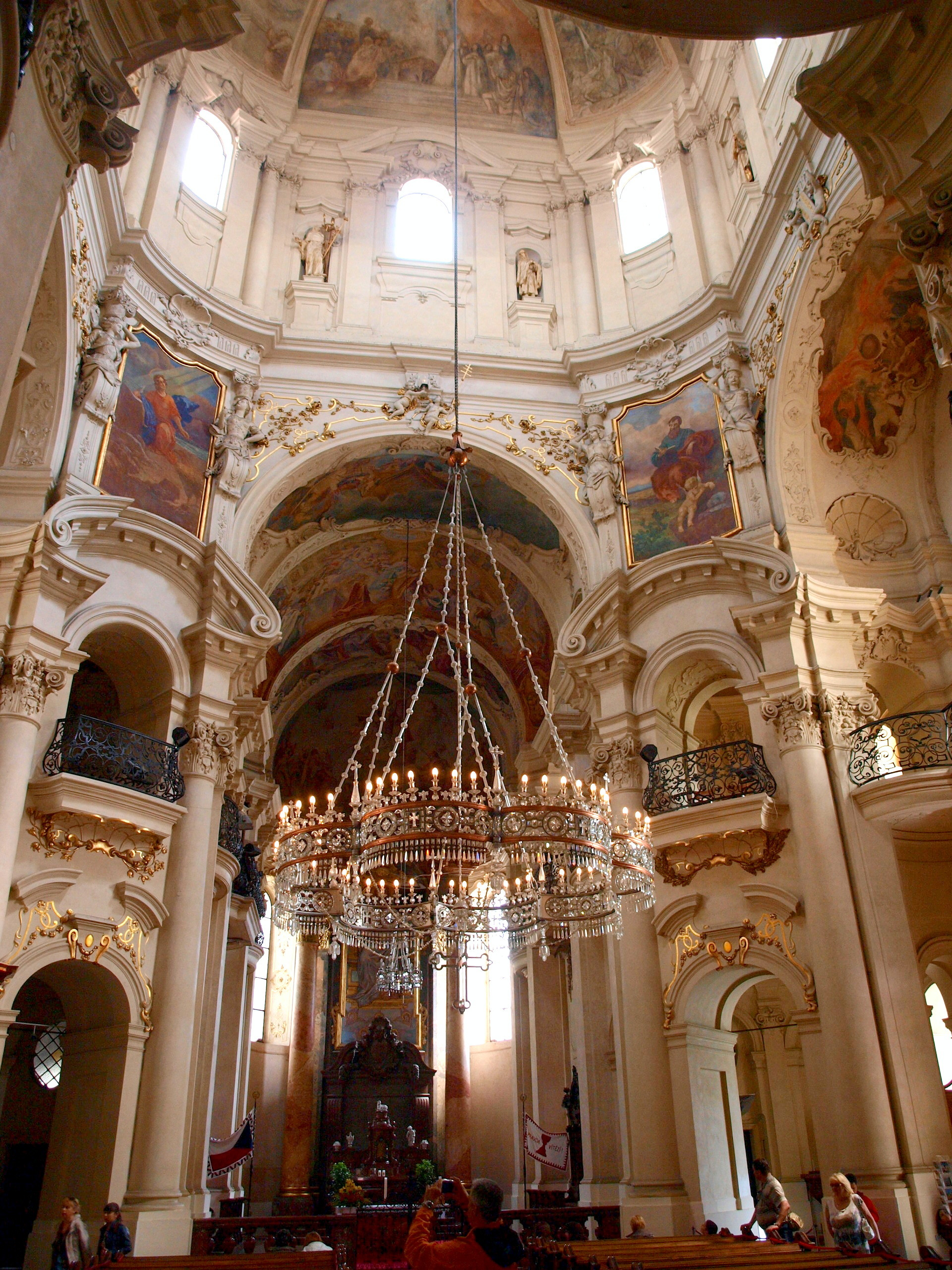
Interiér chrámu s lustrem od cara Alexandra II.
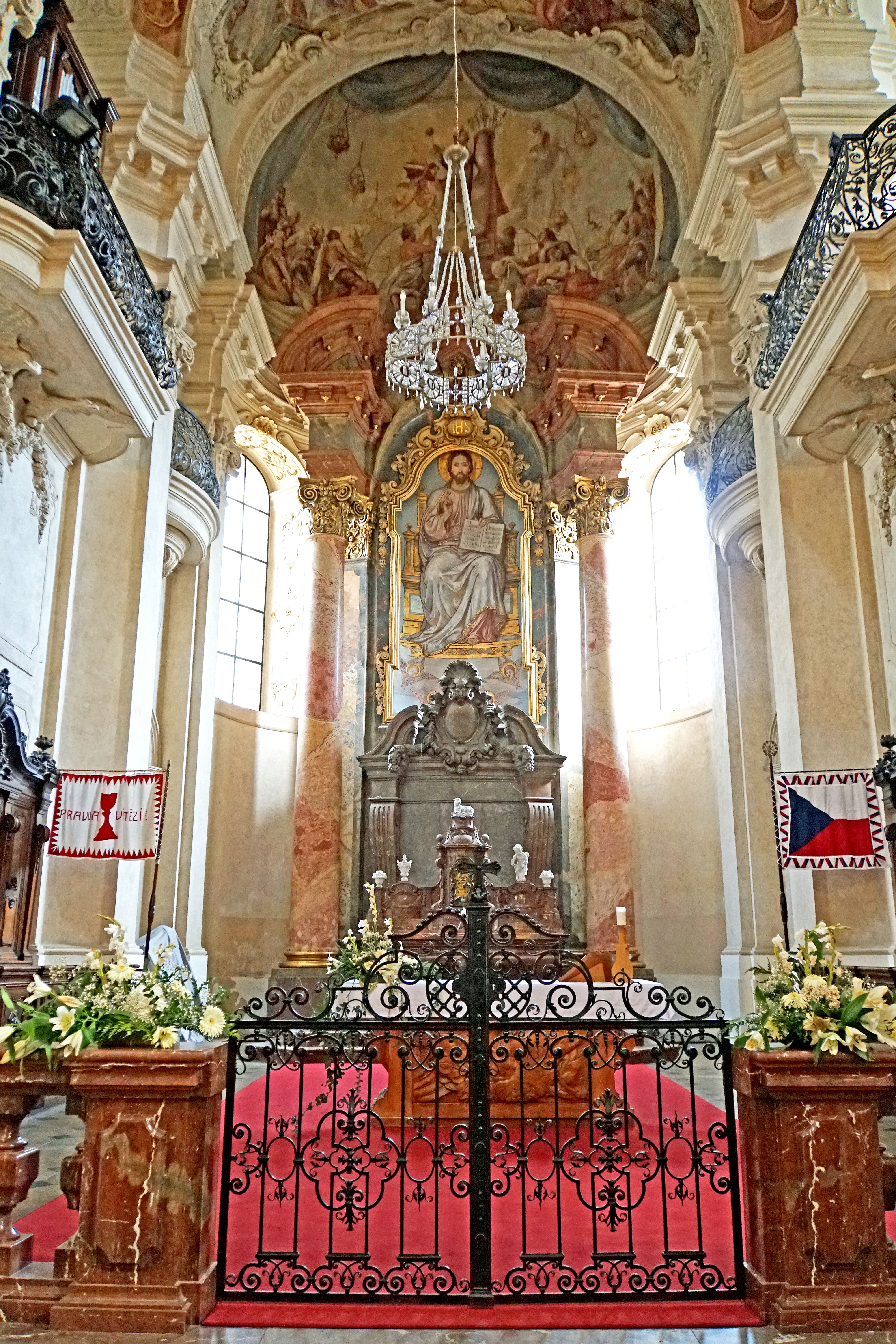
Hlavní oltář
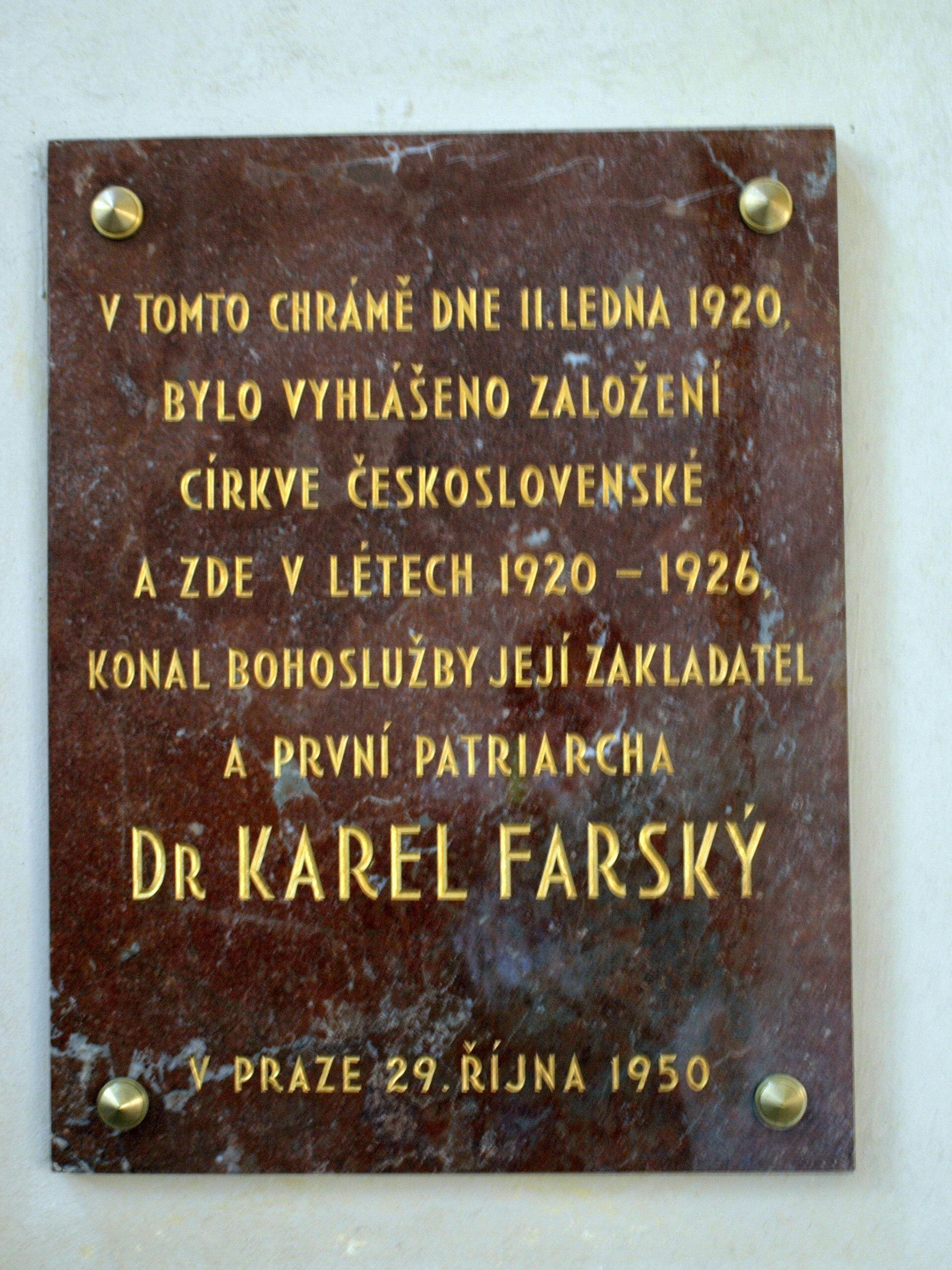
Pamětní deska dr. Karla Farského na založení Československé církve husitské